# Ibrahimpur, Shiggaon
Ibrahimpur là một làng thuộc tehsil Shiggaon, huyện Haveri, bang Karnataka, Ấn Độ.